# Rang (agriculture)
Pour les articles homonymes, voir rang.

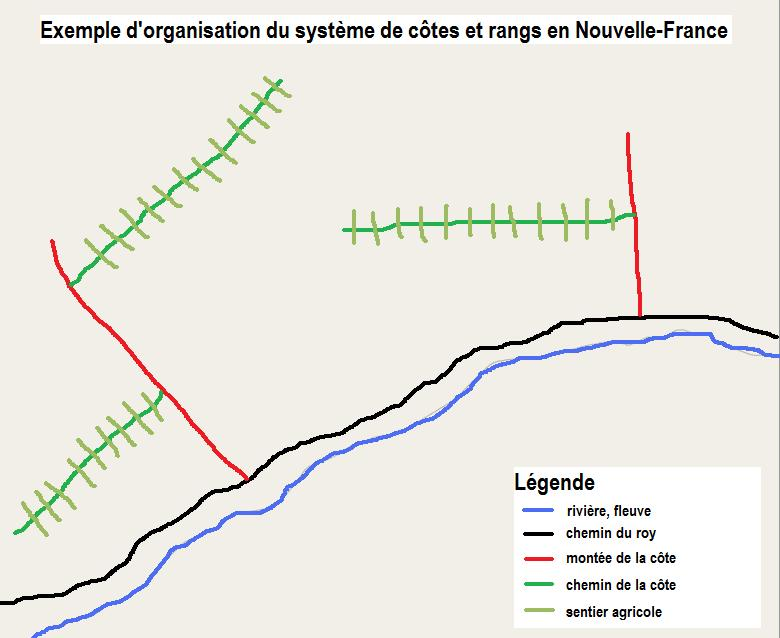
Exemple d'organisation du rang.

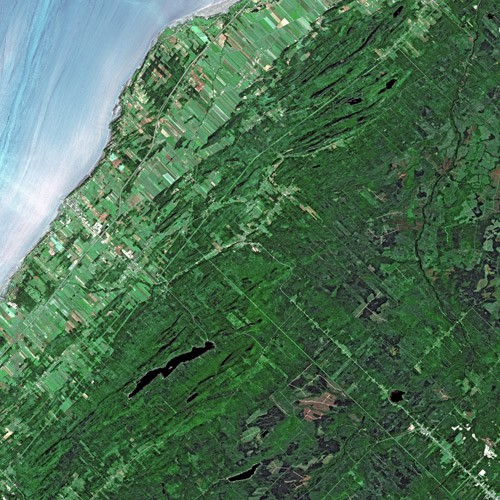
Photo aérienne montrant quatre rangs (les deux au sud sont boisés), le long du fleuve St-Laurent (en haut à gauche).

Le rang est un mode de division des terres rurales en Nouvelle-France, issu du régime français. Celui-ci fut instauré en 1628 et a été utilisé jusqu'aux derniers développements agricoles québécois. 
Les rangs sont positionnés le long des cours d'eau, qui étaient les seules voies de communication de l'époque et garantissaient du fait même la survie des habitants. Les concessions sont en forme de rectangle très allongé et sont placées perpendiculairement par rapport au cours d'eau, d'autres rangs peuvent par la suite être bâtis parallèlement au premier et être joints à celui-ci par une montée.
Comparativement au canton (9,6 km par 9,6 km), mode de division anglo-américain, chaque concession d'un rang est de petite dimension (200 m par 2 000 m), mais possède un aspect social beaucoup plus marqué, par le fait que les bâtiments sont plus rapprochés les uns des autres. Les terres concédées étant très étroites et profondes, les maisons ne sont en effet distantes que de 200 m le long de la voie publique, ce qui facilite l'entraide.
Une unité concédée se caractérisait par une subdivision en trois parties : en front de cours d'eau, la maison et les bâtiments adjacents aux pâturages; puis les terres en culture; enfin le boisé, si possiblement en tout ou partie érablière. Sauf dans les secteurs à très haut potentiel agricole (notamment autour de Saint-Hyacinthe) où il s'est effectué beaucoup de remembrement, cette subdivision d'origine est encore clairement visible, ce qui constitue aujourd'hui encore une marque distinctive de la colonisation en Nouvelle-France.
En odonymie, on appelle aussi rang la route rurale qui relie toutes les habitations situées sur un même rang, généralement en suivant le front des concessions. Dans bien des cas, ces voies sont identifiées par un système le plus souvent numéral dont la poésie échappe parfois à toute velléité de classification : Côte de la Traverse-du-1er-Rang, Décharge du bas du Quatrième Rang, Rang-Cinq-et-Six (sic!), Parc de la Pointe-du-9e-Rang...

## Histoire
Robert Giffard est le premier à avoir implanté le système du rang, mode d'organisation de l'espace rural qui s'est par la suite étendu à toute la colonie et qui a été conservé jusqu'à nos jours.